# 米勒斯克里克 (北卡羅萊納州)
米勒斯克里克（英語：Millers Creek）是位於美國北卡羅萊納州威爾克斯縣的普查規定居民點。

## 人口
根據2020年美國人口普查的數據，米勒斯克里克的面積為11.59平方千米，皆為陸地。當地共有人口1931人，而人口密度為每平方千米166.61人。